# Never Been Better
Never Been Better —en español: Nunca he estado mejor— es el cuarto álbum de estudio del cantante y compositor británico Olly Murs, lanzado el 24 de noviembre de 2014 bajo el sello discográfico de Epic Records y Syco Music. El álbum tuvo comentarios tanto positivos como negativos por parte de la crítica; algunos especialistas hablaron favorablemente de la voz del cantante, pero desaprobaron el volumen de los sonidos y las letras predecibles. Comercialmente, se convirtió en el tercer número uno de Murs en el Reino Unido y llegó al top 40 en ocho territorios.
Los dos sencillos principales del disco, «Wrapped Up» y «Up», alcanzaron el top 20 en varios países de Europa y Oceanía, además de recibir certificaciones de oro y platino en Australia y el Reino Unido. Igualmente, Murs se embarcó en el Never Been Better Tour para promocionar el álbum en todo el mundo.

## Antecedentes y desarrollo
A principios de 2013, Murs aseguró que no lanzaría un nuevo álbum ese año, debido a que había lanzado tres discos consecutivamente desde 2010. Continuó diciendo que planeaba lanzar su próximo trabajo en verano de 2014. No obstante, en julio de ese año aseguró que su álbum ya estaba listo, pero que no sería publicado sino hasta noviembre. El 28 de septiembre realizó un videochat en Hangouts On Air donde reveló que el disco se llamaría Never Been Better y sería lanzado en el Reino Unido el 24 de noviembre. Respecto a la realización del trabajo y el título, dijo:

«Ha sido un año muy ocupado, he estado escribiendo mucho, he estado haciendo un montón de cosas distintas, viajando alrededor del mundo visitando diferentes lugares [...] Así que, me siento muy feliz de anunciar mi nuevo álbum, que está por salir muy, muy pronto. Saldrá a finales de noviembre, el 24, esto es en el Reino Unido, por supuesto. En el resto de los países creo que también estará disponible a finales de noviembre, excepto en los Estados Unidos, donde saldrá a inicios del próximo año. Así que, el álbum saldrá pronto y se llama Never Been Better. Y la razón por la que lo llamé Never Been Better es porque mi vida ha cambiado mucho en los últimos dos años [...] Creo que es un mensaje muy positivo sobre a dónde estoy yendo ahora mismo con este álbum y mi música, con increíbles fanáticos como ustedes, así que sí, nunca he estado mejor [...] Muchas de las canciones del álbum son increíbles, no puedo esperar a que las escuchen, sí, creo que es mejor que Right Place Right Time, no todo es lo mismo, considero que es un disco realmente bueno y estoy muy feliz por ello [...] Creo que este será el álbum que me hará debutar internacionalmente y me llevará a grandes arenas [...] Cuando empiecen a escucharlo, irán en una montaña rusa de diferentes pistas e ideas [...] Es completamente diferente, no quiero copiar "Dear Darlin'", no quiero copiar "Dance With Me Tonight", no quiero copiar "Troublemaker", no quiero copiar nada de lo que he hecho».

## Recepción

### Comentarios de la crítica
Never Been Better contó con reseñas muy dispares entre los críticos. En el sitio AnyDecentMusic? tuvo una calificación promedio de cinco puntos sobre diez sobre la base de los comentarios recopilados por el sitio. El escritor Neil McCormick de The Telegraph dio una crítica negativa del disco al otorgarle solo dos estrellas de cinco y diciendo que con canciones como «Did You Miss Me?» y «Up», Murs solo demuestra «lo ordinario que es». Por su parte, David Simpson de The Guardian lo calificó con tres estrellas de cinco y aseguró que Never Been Better mostraba un enfoque más maduro del cantante con «letras funk descaradas inspiradas en Justin Timberlake» en canciones como «Wrapped Up» y «Did You Miss Me?». Amy Davidson de Digital Spy también le dio tres estrellas de cinco y afirmó que si bien los ritmos frescos y alegres reflejaban la personalidad de Murs, las letras eran demasiado «predecibles», especialmente en canciones como «Up». Añadió que los momentos más fuertes del disco llegan cuando Murs despliega su carisma natural en pistas como «Did You Miss Me?», «Wrapped Up» y «Seasons». Jessica Lever de 4Music lo calificó con cuatro puntos de cinco y habló favorablemente de canciones como «Never Been Better», «Did You Miss Me?», «Wrapped Up», «Up» y «Let Me In», al describirlas como «increíbles», «descaradas», «frescas» y «placeres culpables». Matthew Horton de Virgin Media le otorgó tres estrellas de cinco y dijo que en términos de calidad y diversidad, Never Been Better era inferior a Right Place Right Time (2012). No obstante, comentó que se queda como «un álbum de pop lo suficientemente brillante que se siente como una oscilación menor».
Andrew Le de Renowned For Sound le dio tres estrellas y media de cinco y expresó que pese a que algunos sonidos son «demasiado fuertes», especialmente en las canciones suaves, Murs «consolida muy bien su música» y definitivamente «está en el camino correcto». Lauren Murphy de Entertainment Ireland escribió una reseña negativa al darle dos puntos y medio de cinco al álbum y asegurando que las diversas baladas son un poco «torpes», y aunque se oye mejor en su zona de confort con canciones «alegres», «divertidas» e «ingeniosas», no hay nada convincente. Graham Clark de The Yorkshire Times habló favorablemente de pistas como «Wrapped Up» y «Up» diciendo que son «pegadizas», «adaptables a la radio», «inofensivas» y «memorables». Cerró su crítica explicando que contrario a las reseñas generales, «el álbum no es tan malo». El sitio The West Review publicó un análisis favorable sobre Never Been Better al explicar que Murs se mantiene fiel a su estilo original y continúa creando canciones «pegadizas» y «bien hechas»; recibió además una calificación perfecta de tres puntos. Natalie Bowen del diario The Northern Echo aseguró que no había ningún tipo de sorpresas en el disco, pero Murs demostró en canciones como «Let Me In» que, pese a toda la producción, «sigue teniendo una voz hermosa».

### Recibimiento comercial
Never Been Better también tuvo un recibimiento comercial moderado. En el Reino Unido, debutó en el número uno del UK Albums Chart con 93 000 copias vendidas, destronando a Four de One Direction y convirtiéndose en el tercer disco de Murs en llegar al número uno, detrás de In Case You Didn't Know (2011) y Right Place Right Time (2012). En menos de un mes, el disco consiguió la certificación de platino por parte de la British Phonographic Industry (BPI) tras alcanzar las 300 000 unidades vendidas en el Reino Unido. En la lista anual de los más vendidos, el álbum ubicó la octava posición. Por primera vez en la historia, el top diez de los más vendidos del año estuvo conformado exclusivamente por artistas británicos. En Irlanda debutó en el número siete y pasó a ser el tercer top diez consecutivo de Murs. En Alemania, Australia, Austria, Dinamarca y Suiza ingresó a los cuarenta primeros.

## Lista de canciones
- Edición estándar

| Never Been Better |                                  |                                                                             |          |  |
| N.º               | Título                           | Escritor(es)                                                                | Duración |  |
| 1.                | «Did You Miss Me?»               | Olly Murs, Sean Douglas y Jason Evigan                                      | 3:16     |  |
| 2.                | «Wrapped Up» (con Travie McCoy)  | Murs, McCoy, Claude Kelly y Steve Robson                                    | 3:05     |  |
| 3.                | «Beautiful To Me»                | Murs, Robson, Sam Hollander y Martin Johnson                                | 4:05     |  |
| 4.                | «Up» (con Demi Lovato)           | Maegan Cottone, Daniel Davidsen, Mich Hansen, Wayne Hector y Peter Wallevik | 3:44     |  |
| 5.                | «Seasons»                        | Ammar Malik, Ryan Tedder y Noel Zancanella                                  | 3:37     |  |
| 6.                | «Nothing Without You»            | Murs, Tom Barnes, Iain James, Pete Kelleher, Ben Kohn y Mike Posner         | 3:34     |  |
| 7.                | «Never Been Better»              | Murs, Barnes, Hector, Kelleher y Kohn                                       | 4:16     |  |
| 8.                | «Hope You Got What You Came For» | Murs, Hector y Robson                                                       | 3:25     |  |
| 9.                | «Why Do I Love You»              | Murs, Barnes, Kelleher, Kohn y Jamie Scott                                  | 3:42     |  |
| 10.               | «Stick With Me»                  | Hector, Steve Mac y John Newman                                             | 3:37     |  |
| 11.               | «Can't Say No»                   | Murs, Kelly y Robson                                                        | 3:10     |  |
| 12.               | «Tomorrow»                       | Murs, Kelly y Robson                                                        | 3:38     |  |
| 13.               | «Let Me In»                      | Murs y Paul Weller                                                          | 4:03     |  |
| 47:12             |                                  |                                                                             |          |  |

- Edición de lujo

| Never Been Better |                        |                                     |          |  |
| N.º               | Título                 | Escritor(es)                        | Duración |  |
| 14.               | «We Still Love»        | Murs, Robson y Sam Romans           | 3:15     |  |
| 15.               | «Us Against the World» | Murs, Scott y Toby Smith            | 3:27     |  |
| 16.               | «Ready for Love»       | Murs, Scott, Matt Prime y Phil Cook | 3:26     |  |
| 17.               | «History»              | Murs, Robson y Kelly                | 2:50     |  |
| 1:00:10           |                        |                                     |          |  |

- Edición especial de Media Markt

| Never Been Better |                        |                                              |          |  |
| N.º               | Título                 | Escritor(es)                                 | Duración |  |
| 18.               | «Alone Tonight»        | Murs, Hector, Iyiola Babalola y Darren Lewis | 3:28     |  |
| 19.               | «Wrapped Up» (En vivo) | Murs, McCoy, Kelly y Robson                  | 3:12     |  |
| 1:06:40           |                        |                                              |          |  |

- Edición especial para Japón

| Never Been Better |                                   |                             |          |  |
| N.º               | Título                            | Escritor(es)                | Duración |  |
| 19.               | «Wrapped Up» (Westfunk radio mix) | Murs, McCoy, Kelly y Robson | 3:37     |  |
| 20.               | «Wrapped Up» (Cahill radio mix)   | Murs, McCoy, Kelly y Robson | 3:14     |  |
| 21.               | «Look at the Sky»                 | Hachidai Nakamura           | 3:26     |  |
| 1:26:58           |                                   |                             |          |  |

## Posicionamiento en listas

### Semanales
| Alemania          | German Albums Chart     | 38  |
| Australia         | Australian Albums Chart | 27  |
| Austria           | Austrian Albums Chart   | 40  |
| Bélgica (Flandes) | Ultratop 200 Albums     | 157 |
| Dinamarca         | Danish Albums Chart     | 20  |
| Escocia           | Scottish Albums Chart   | 1   |
| Finlandia         | Finnish Albums Chart    | 28  |
| Irlanda           | Irish Albums Chart      | 7   |
| Japón             | Japan Albums            | 45  |
| Noruega           | Norwegian Albums Chart  | 31  |
| Reino Unido       | UK Albums Chart         | 1   |
| Suecia            | Swedish Albums Chart    | 50  |
| Suiza             | Swiss Albums Chart      | 20  |

### Sucesión en listas
| Predecesor: Four de One Direction | Scottish Albums Chart — Álbum número uno 6 de diciembre de 2014 — 12 de diciembre de 2014 | Sucesor: Rock or Bust de AC/DC |
| Predecesor: Four de One Direction | UK Albums Chart — Álbum número uno 6 de diciembre de 2014 — 12 de diciembre de 2014       | Sucesor: III de Take That      |

### Certificaciones
| Territorio  | Organismo certificador | Certificación | Ventas certificadas | Simbolización | Ref.  |
| ----------- | ---------------------- | ------------- | ------------------- | ------------- | ----- |
| Reino Unido | BPI                    | 3× Platino    | 900 000             | 3▲            | [ 9 ] |

### Anuales
| Irlanda     | Irish Albums Chart | 20 |
| Reino Unido | UK Albums Chart    | 8  |